# Militant pour le progrès de Madagascar
Le Mpitolona ho amin’ny Fandrosoan’i Madagasikara (Militant pour le Progrès de Madagascar), également surnommé Arche De la Nation et abrégé en ADN, est un parti politique libéral malgache, membre observateur de l'Internationale libérale et membre du Réseau libéral africain.